# Łęczno (Białogard)
Łęczno (deutsch Lenzen) ist ein Dorf in der polnischen Woiwodschaft Westpommern.

## Geographische Lage
Etwa 6 Kilometer südwestlich von Białogard (Belgard) gelegen gehört der Ort zur Landgemeinde (gmina) Białogard im Powiat Białogardzki.

## Ortsgeschichte

Lenzen südlich der Stadt Köslin und südlich der Stadt Belgard auf einer Landkarte von 1910

Der pommersche Ort Lenzen – er grenzte im Norden nahe der Siedlung Wiesenhof (heute polnisch: Żabiniec) an die Persante – war ein reiches Bauerndorf. Als „landesherrliches“ Eigentum gehörte es zur Burg Belgard, bis im Jahre 1628 das gesamte Gebiet dem Fürstlichen Amt Belgard unterstellt wurde. In den Wirren des Dreißigjährigen Krieges kam es für einige Zeit an Oberst Siegfried von Damnitz. Namen späterer Eigentümer sind die Familien Gehrke, von Knobelsdorf und Balthasar.
Beim Konkurs des Gutsbetriebes im Jahre 1904 war Lenzen ein reines Bauerndorf mit danach 43 landwirtschaftlichen Betrieben. Im Dorf gab es zwei Ziegeleien, die den im Nordwesten der Gemeinde gefundenen Ton verarbeiteten. Außerdem waren eine Schmiede, eine Stellmacherei, eine Schneiderei, eine Bäckerei, eine Lebensmittelhandlung und ein Gasthof am Ort.
Im Jahr 1939 hatte Lenzen 725 Einwohner. Verkehrsmäßig war das Dorf über die Straße Belgard – Groß Rambin und die Kleinbahn Rarfin – Belgard (Haltepunkte: Lenzen-Ziegelei und Lenzen-Wiesenhof) zu erreichen. Letzter Bürgermeister vor 1945 war Fritz Trapp.
Anfang März 1945 besetzten Truppen der Roten Armee den Ort. Nach Kriegsende übernahmen Polen den Ort; die deutsche Bevölkerung wurde von ihnen vertrieben. Das heutige polnische Łęczno ist ein Ortsteil der Landgemeinde Białogard.

## Standesamt Lenzen
Bis 1945 gehörten die Gemeinden des Amtes Grüssow (Grüssow und Lenzen) und Zarnefanz (Boissin, Naffin, Ristow und Zarnefanz) zum Standesamtsbezirk Lenzen.

## Kirchspiel Lenzen
Lenzen war ein altes Pfarrdorf. Zur Kirchengemeinde Lenzen gehörte auch Grüssow (heute polnisch: Gruszewo). Die Kirchengemeinde Lenzen bildete mit den Filialgemeinden Zarnefanz (Czarnowęsy) mit Naffin (Nawino) und Boissin (Byszyno) mit Ristow (Rzyszczewo) das Kirchspiel Lenzen. Eigentlich gehörten die Kirchspielgemeinden nach Belgard. Aber weil die Belgarder Pfarrer wegen oft „brausender Wasserfluten“ der Persante nicht immer in die Dörfer gelangten, wurde seit 1574 in Lenzen ein eigener Pfarrer eingesetzt.
Bis 1945 gehörte das Kirchspiel Lenzen zum Kirchenkreis Belgard in der Kirchenprovinz Pommern der Evangelischen Kirche der Altpreußischen Union. Das Kirchspiel zählte 1940 zusammen 2019 Gemeindeglieder, von denen 900 zur Kirchengemeinde Lenzen, 570 zur Tochtergemeinde Zarnefanz und 549 zur Tochtergemeinde Boissin gehörten.
Heute gehört das Dorf zur Parafia (Parochie) Koszalin (Köslin) in der Diözese Pommern-Großpolen der Kośiół Ewangelicko-Augsburski (Luterański) w Polsce (Evangelische Kirche Augsburgischen (lutherischen) Bekenntnisses in Polen).

### Kirchen
- Lenzen: Die Kirche stammt aus dem Mittelalter. Der Chor wurde 1867 grundlegend erneuert. Der Turm aus Ziegeln und Feldsteinen war gut erhalten.
- Zarnefanz: Das Gotteshaus war ein schlichter Fachwerkbau mit schindelgedecktem Turm. Wegen Baufälligkeit wurde die Kirche vor 1960 abgerissen.
- Boissin: Die rechteckige Kirche aus behauenen Feldsteinen wurde in der 2. Hälfte des 19. Jahrhunderts errichtet. Die Giebel sind in Ziegelwerk gehalten, ein Turm oder Dachreiter wurde nicht gebaut: Die beiden Glocken hingen im Innern über dem Eingang am Giebel.

## Schule
Bereits im Jahr 1863 bestand in Lenzen eine Schule, 

## Söhne und Töchter des Ortes
- Clara Müller-Jahnke (1860–1905), deutsche sozialistische Dichterin, Journalistin und Frauenrechtlerin